# Stråken (Mullsjö)
Stråken är en sjö i Mullsjö kommun och Habo kommun i Västergötland samt Jönköpings kommun i Småland och ingår i Göta älvs huvudavrinningsområde. Sjön sträcker sig cirka 24 km mellan Broholm i norr och Bottnaryd i söder; ytan ligger 208 meter över havsnivå. Stråken är mycket smal och korsas av flera broar, bland annat för Jönköpingsbanan. Den största orten vid Stråken är Mullsjö. Ån Tidan genomflyter sjön från Stråkens mitt till dess nordspets.

## Geografi och historia
Sjön är reglerad, vilket innebär relativt stora skillnader i vattennivå. 0,5 meters skillnad är normalt mellan högsta nivå efter snösmältningen, till lägstanivå på sensommaren, men skillnader på över 1 meter har förekommit. Stråken är en spricksjö med ett största djup på 38 meter. Marken omkring består mest av sand och grusavlagringar. Mängden jordburksmark omkring sjön är relativt begränsad, vilket gör den relativt förskonad från försurning. Trots låg kalkhalt i omgivande mark, finns vissa pH-buffertar vilket ytterligare bidrar till en låg grad av försurning.
Stråken har stora variationer i djup med åtskilliga grund, främst bestående av sand. Största djup är cirka 38 meter. Variationerna i djup ger goda möjligheter till fiske, men fiskekort är obligatoriskt.

### Delavrinningsområde
Stråken ingår i delavrinningsområde (642866-138290) som SMHI kallar för Utloppet av Stråken. Delavrinningsområdets medelhöjd är 243 meter över havet och ytan är 76,73 kvadratkilometer. Räknas de 22 delavrinningsområdena uppströms in blir den ackumulerade arean 413,69 kvadratkilometer. Tidan som avvattnar delavrinningsområdets har biflödesordning 2, vilket innebär vattnet flödar genom totalt 2 vattendrag innan det når havet efter 346 kilometer. Delavrinningsområdet består mestadels av skog (64 %) och jordbruk (12 %). Avrinningsområdet har 8,81 kvadratkilometer vattenytor vilket ger det en sjöprocent på 11,5 %.

## Historik och användning
Vid Tidans utlopp ur sjön ligger Kyrkekvarn. Här har åtminstone sedan 1500-talet funnits en kvarn, vilken 1888 ersattes av Tidafors sulfitfabrik. Då sulfitfabriken lades ned 1918 anlades här i stället ett vattenkraftverk.
I äldre tid har flottning förekommit på Stråken. Massaved hämtades från upplagsplatser vid Stråkens södra ände av bogserbåten Tidan till Tidafors sulfitfabrik belägen vid Tidans utlopp ur sjön i dess nordliga ände. I Vaboholm i södra änden av Stråken låg Bottnaryds ångsåg. Därifrån fraktades de färdigsågade produkterna med pråmar bogserade av en ångbåt till Stråkens bro i höjd med Mullsjö, där Nässjö-Falköpings järnväg korsar sjön. Här fanns en omlastningsplats för virket. Transporterna pågick från omkring 1920 till 1930-talet då sågen lades ned. Vid Ryfors bruk fanns tidigare även ett sågverk, till vilket timmer 1914-1921 flottades från sjöns södra delar med båten Elin.
1911-1920 gick passagerartrafik på Stråken med en båt med samma namn som sjön. Vidare ägde Stråkens Såg & Lådfabrik en ångbåt för bogsering, vilken under vissa år gick i ordinarie passagerartrafik på Stråken. Efter andra världskrigets slut avvecklade fabriken sin båttrafik.
Stråken är en populär sjö för fritidshus och vattensporter. Fritidshusen är främst koncentrerade till sjöns norra del. Flera badplatser med tillgång för allmänheten finns längs med sjön. Även iläggningsplatser för fritidsbåtar finns vid flera platser längs sjön. Sjön har dock en generell hastighetsbegränsning på 5 knop. Några områden har inte denna begränsning och är således avsedda för vattenskidor och liknande aktiviteter.

## Fauna
Vid provfiske har följande fisk fångats i sjön:
- Abborre
- Braxen
- Gärs
- Gädda
- Löja
- Mört
- Siklöja

## Galleri

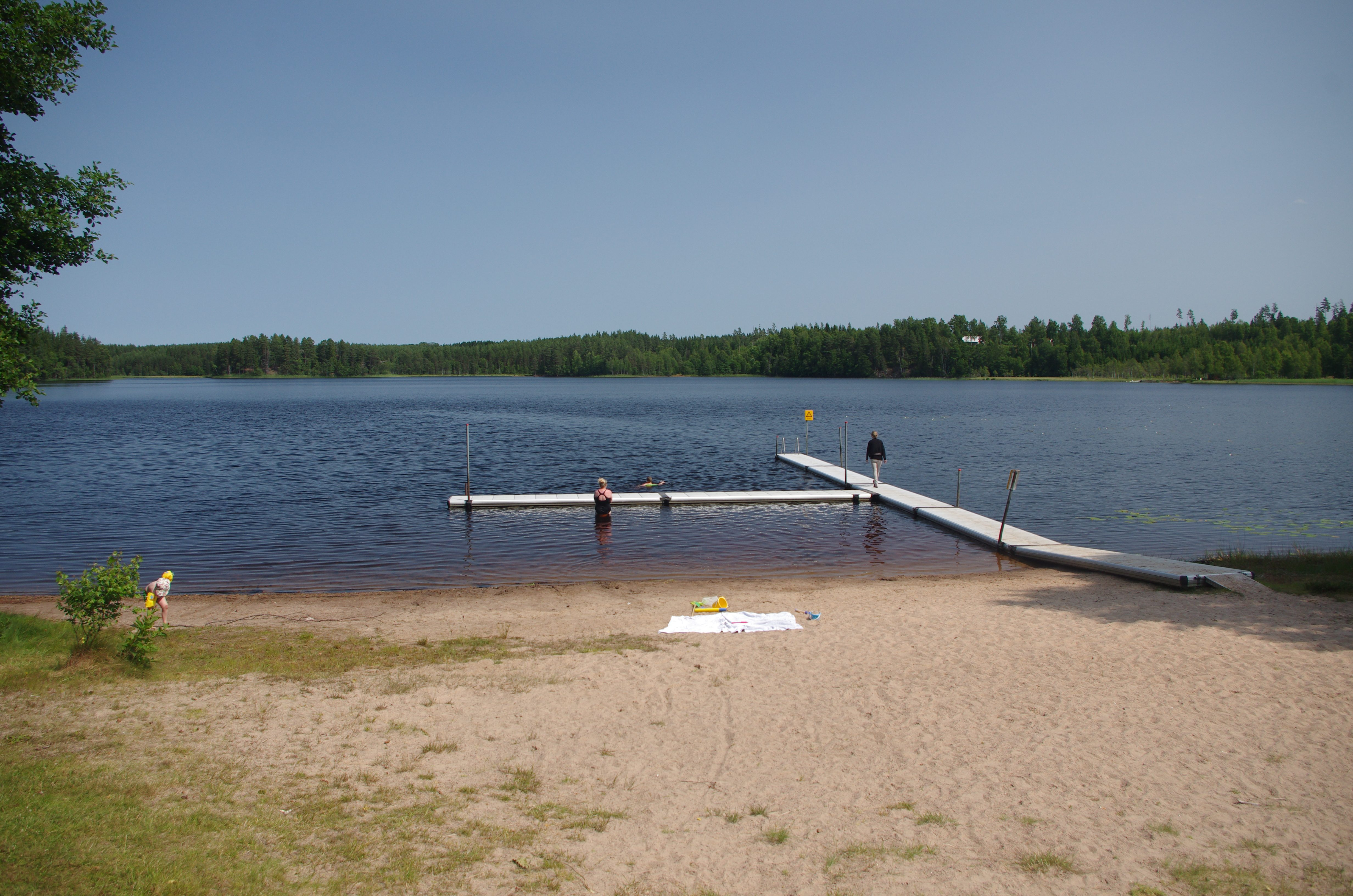
Badplatsen vid sjöns sydspets öster om Bottnaryd. Denna del kallas Bussbroflogen och utgör enligt SMHI en egen sjö.
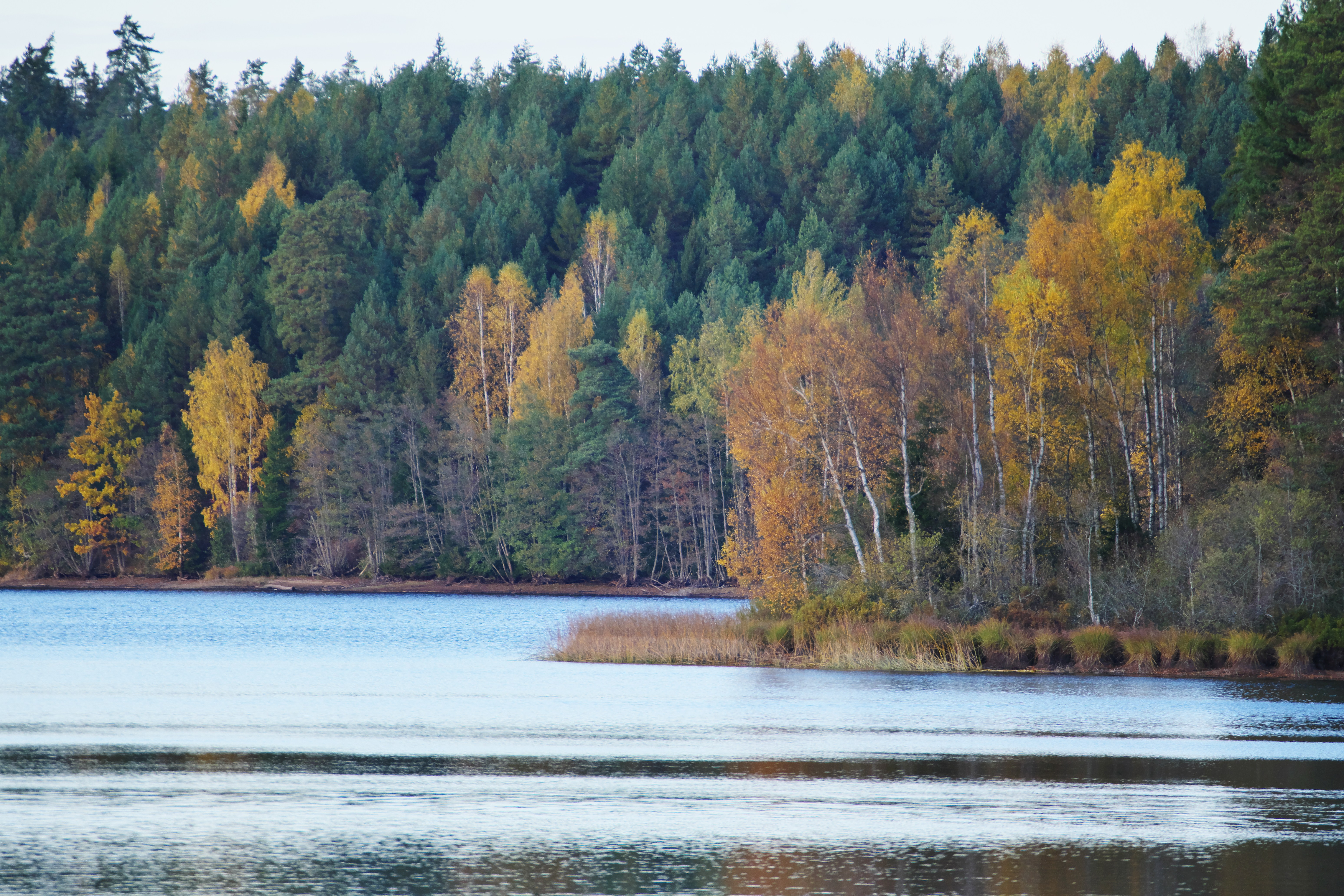
Stråken väster om Mullsjö.
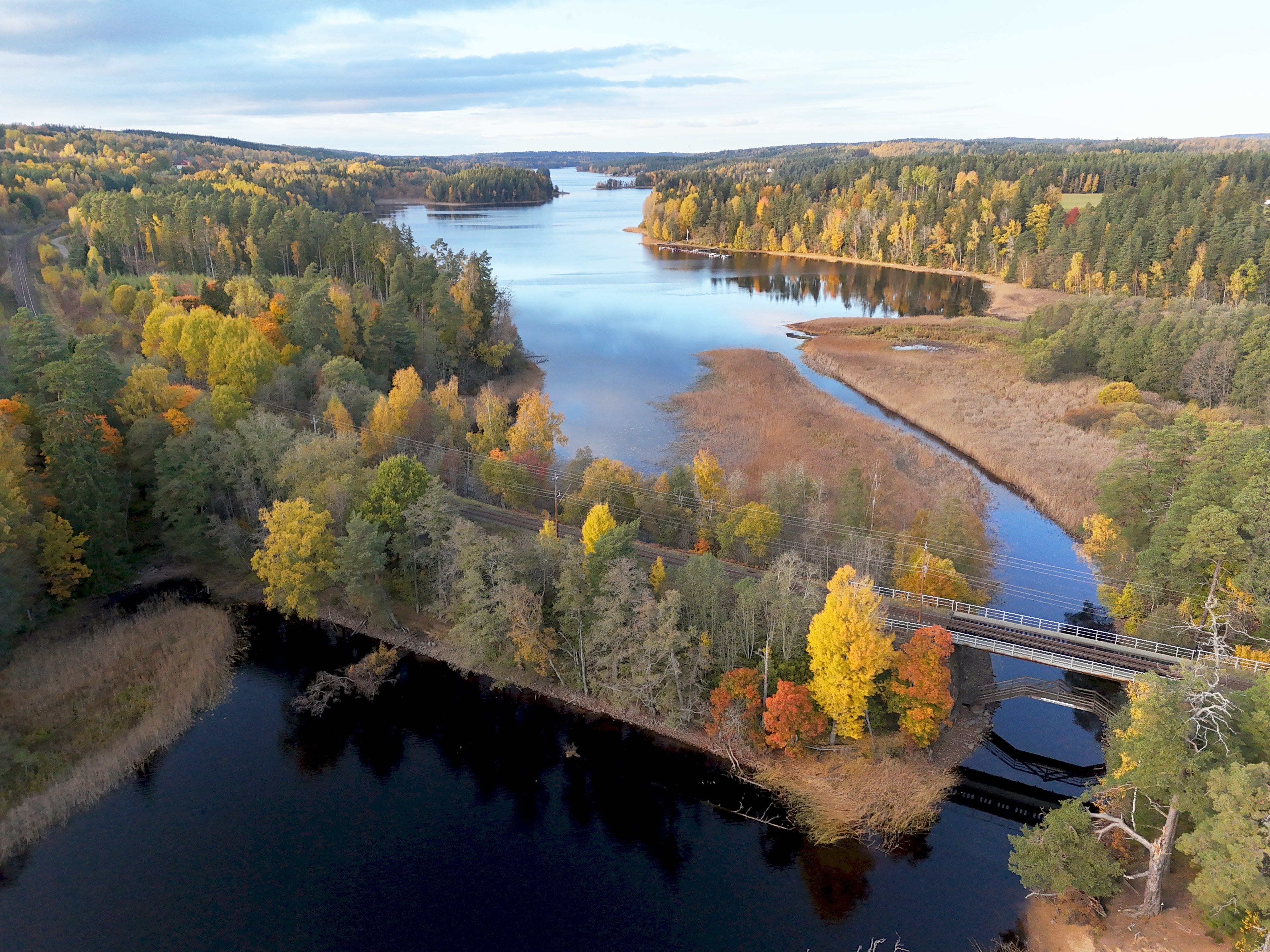
Väster om Mullsjö korsas sjön av Jönköpingsbanan.
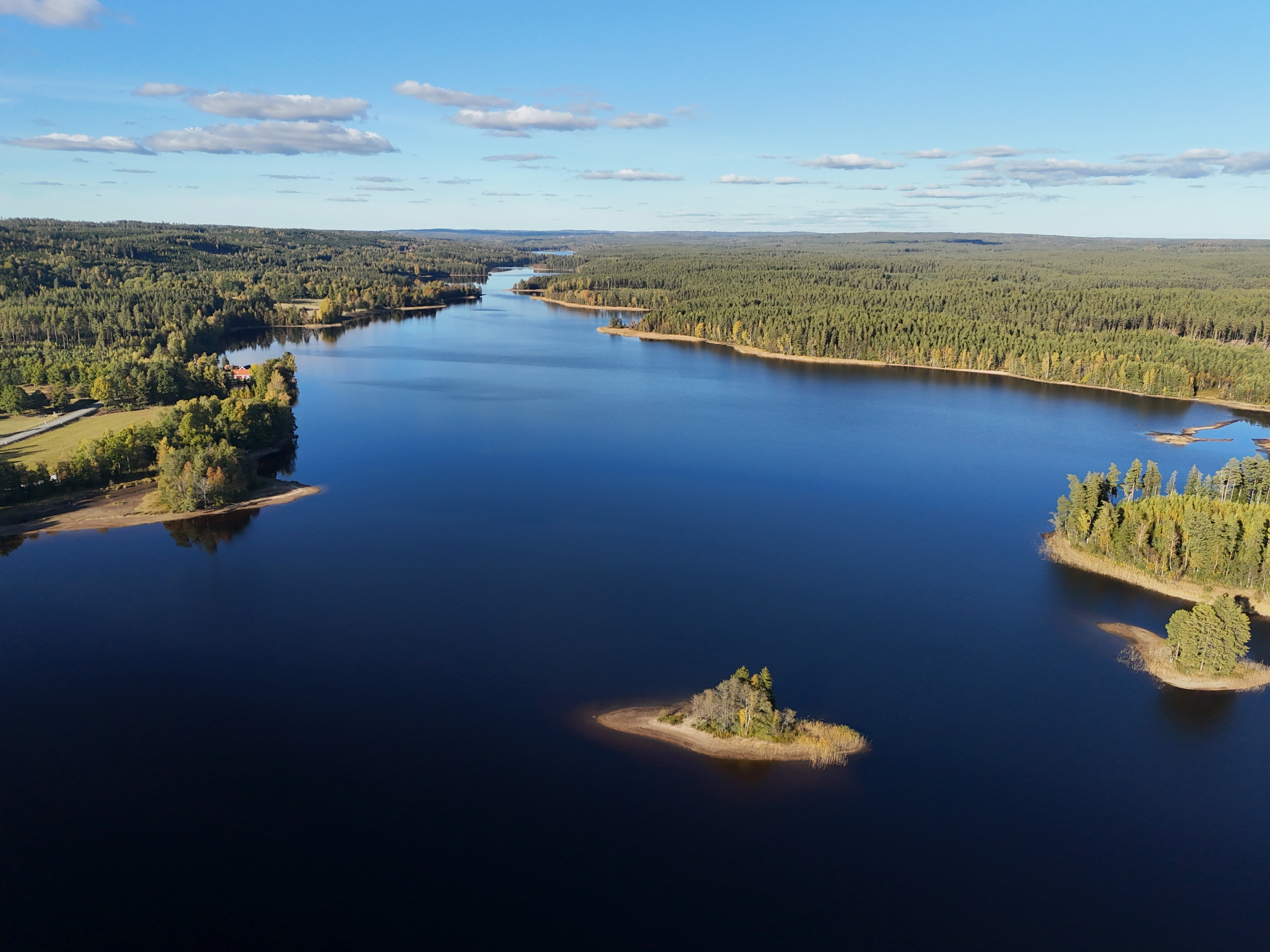
Tolaboflogen.
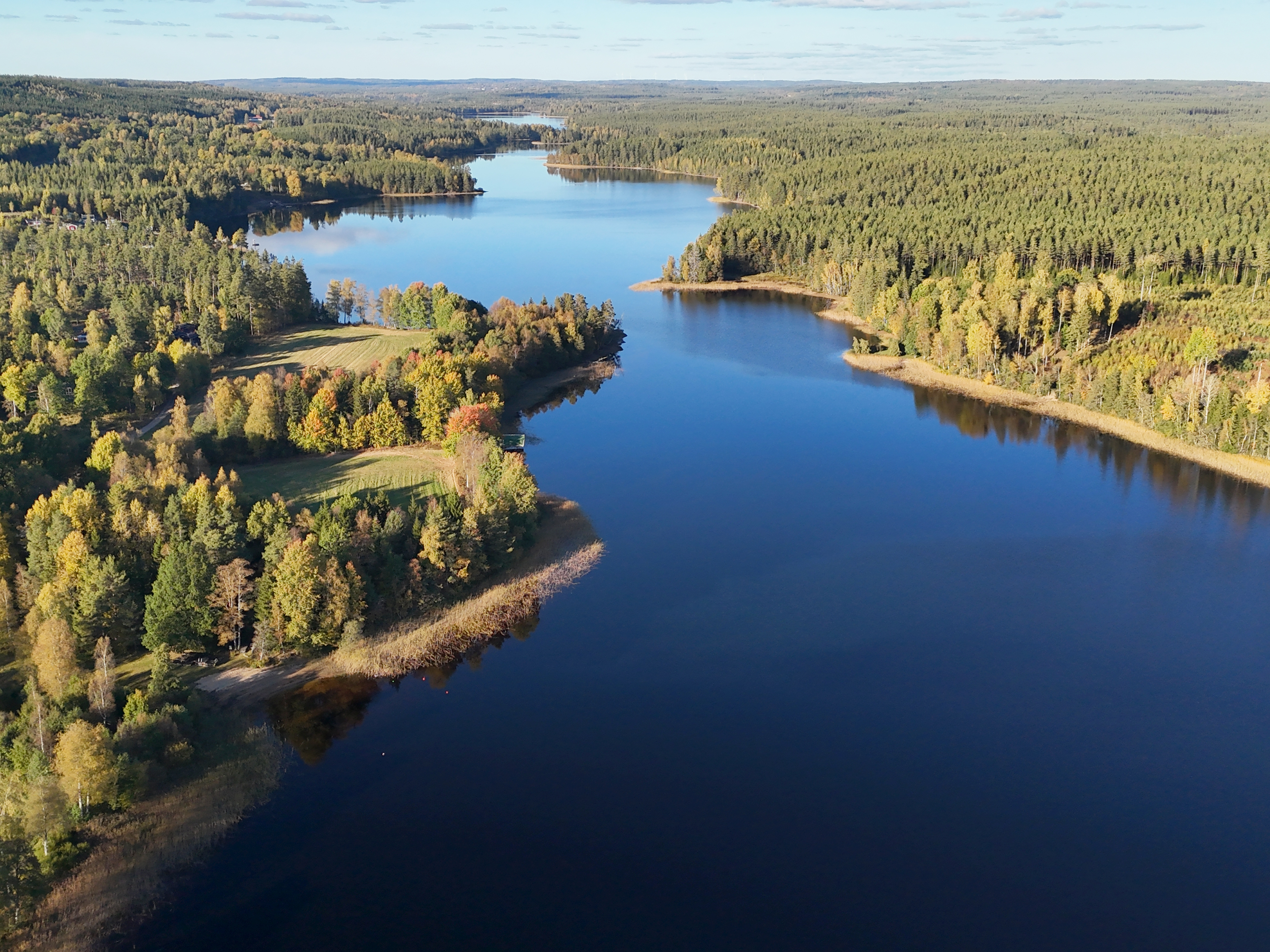
Bönaredsflogen.
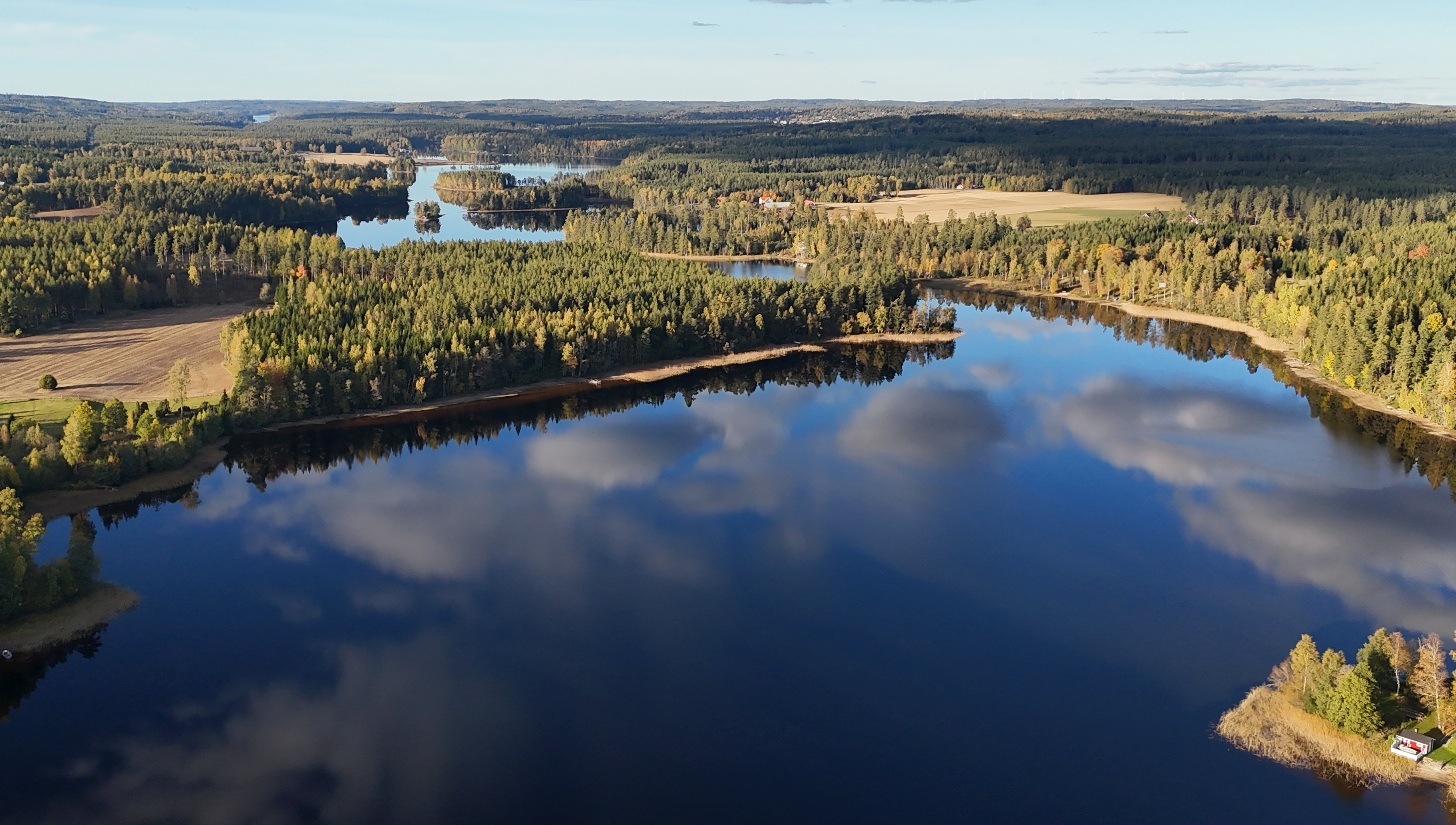
Älgaflogen. Stråken innehåller många delar med ordet flog som betyder klippvägg.
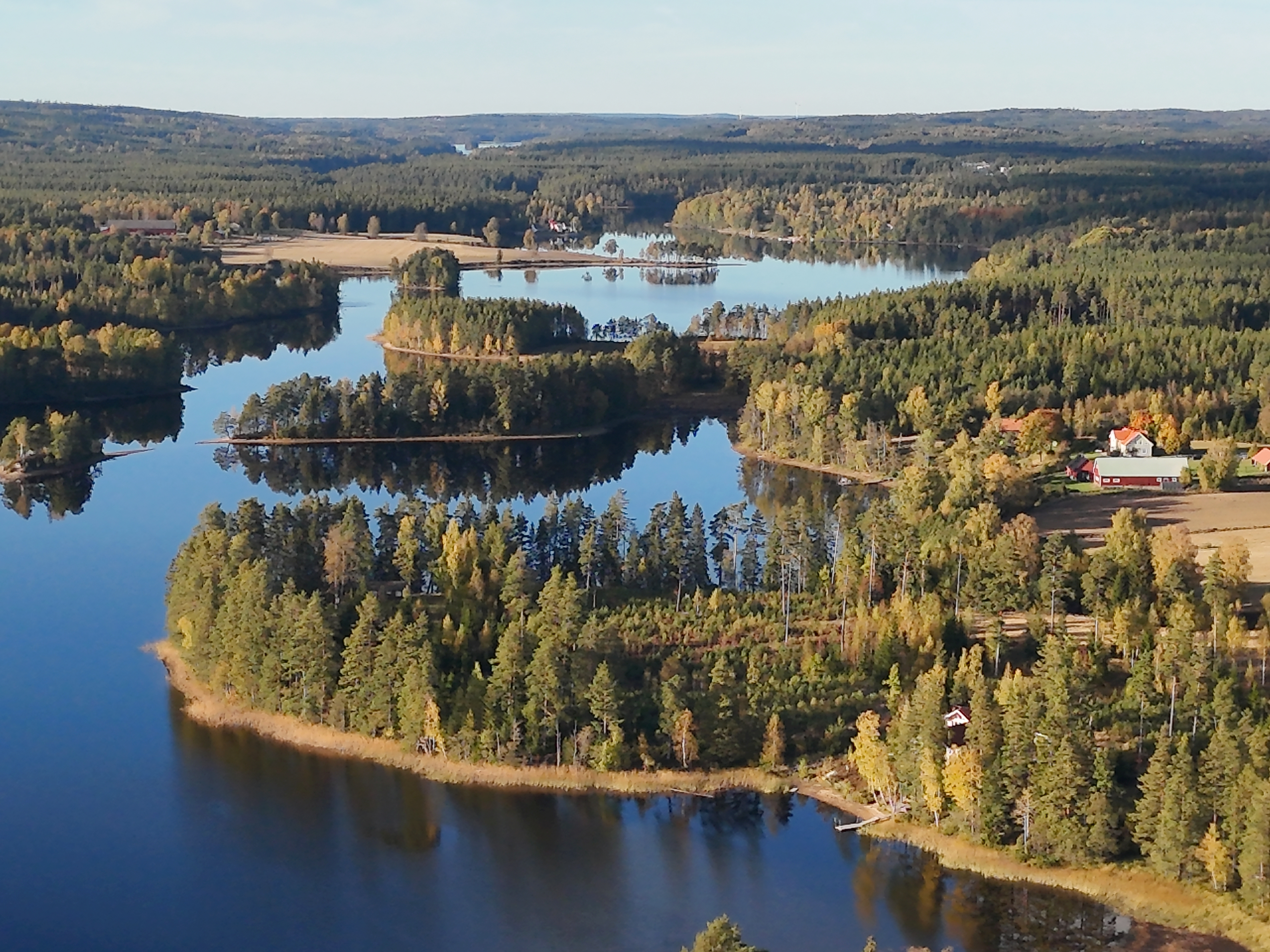
Svartevik.
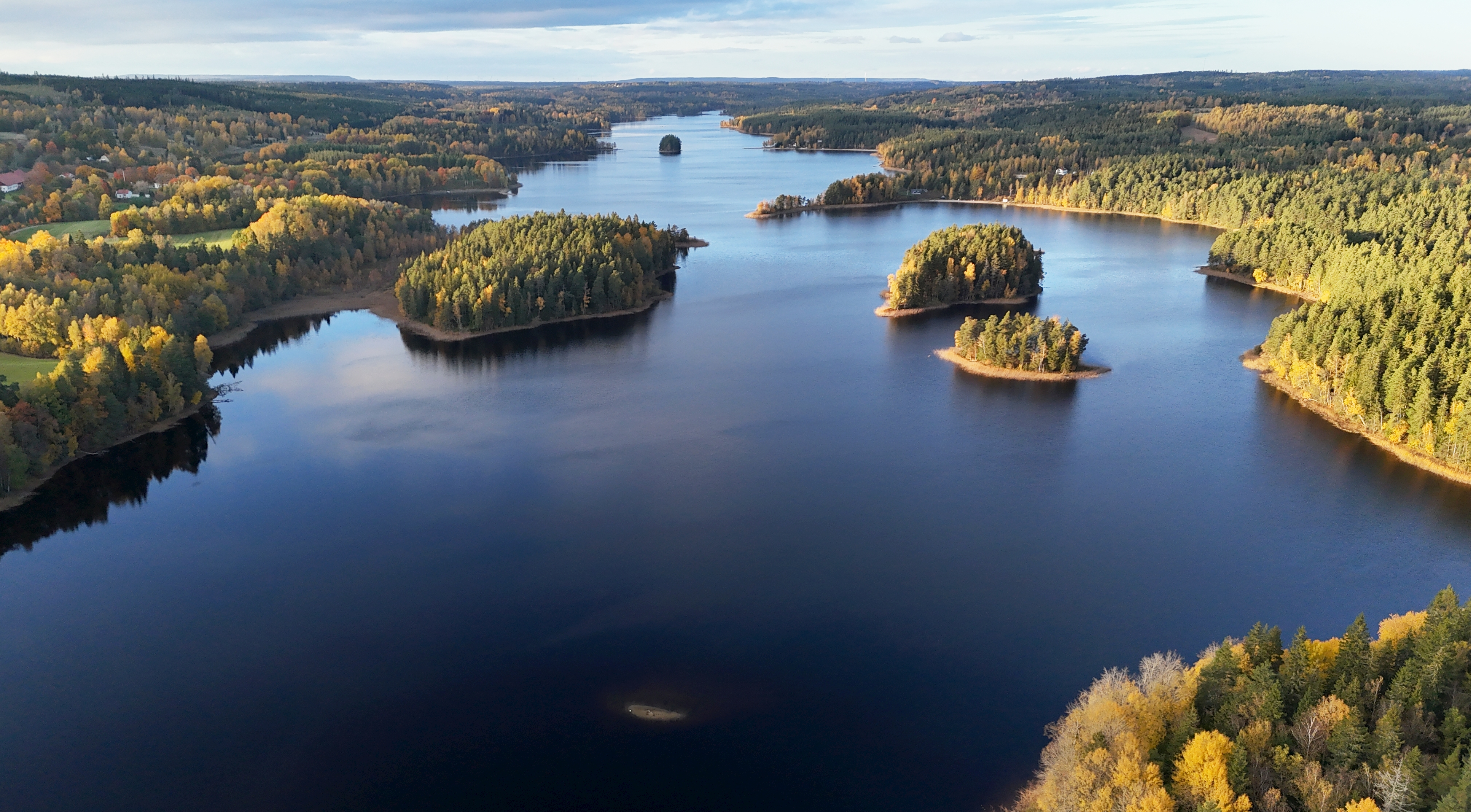
Margareteholm.